# Andreas Karlsson (journalist)
Andreas Karlsson, född 1977, är en svensk journalist, författare och safariguide.

## Biografi
Karlsson har en journalistexamen och en fil.mag. i statskunskap och filosofi. Han arbetar som frilansjournalist och fotograf, i första hand för skandinavisk press, och är (2021) associerad redaktör för Utrikespolitiska institutet, där han bidrar med analyser om Afrika, demokratifrågor samt politisk och social utveckling.. Han delar sin tid mellan Sverige och Kapstaden i Sydafrika som är hans utgångspunkt för resor runtom på den afrikanska kontinenten. Han arbetar återkommande som ackrediterad safariguide i Sydafrika.
Han har gett ut flera böcker om Afrika, några av dem tillsammans med journalisten Görrel Espelund. Han har medverkat som fotograf i flera av Espelunds böcker. Espelund och Karlsson driver tillsammans nätverket och varumärket African Stories, vars verksamhet omfattar journalistik, böcker, föredrag, moderering, resor och guidning med mera med anknytning till demokrati- och utvecklingsfrågor i Afrika.
Han gav 2021 ut boken Vatten: en historia om människor och civilisationer. En recensent beskriver boken som "såväl djärv som insiktsfull", och att Karlsson tar ett helhetsgrepp om detta enorma ämne utan att förlora blicken för detaljerna. Boken beskriver även hur konflikter om knappa vattenresurser i många fall kunnat lösas fredligt med avtal och överenskommelser.

### Som fotograf
- 2020 – Espelund, Görrel; Hougs Östberg Lise. Tavelhandlarens kaféresa: en ovanlig guide till några av Sveriges bästa fik - och lite annat också. Foto: Andreas Karlsson. [Visby]: eddy.se ab. Libris v66h8hzwsqd8gwlz. ISBN 9789188929228
- 2021 – Espelund, Görrel. Rätt till jord: ödesfråga i Afrika. Världspolitikens dagsfrågor, 0042-2754 ; 2021/1. Foto: Andreas Karlsson. Stockholm: Utrikespolitiska institutet. Libris 6ksfpxgq4xlw4b6r. ISBN 9789175074740